# Харченко, Григорий Алексеевич
Григо́рий Алексе́евич Ха́рченко (8 ноября 1959, Владивосток, РСФСР)— советский и российский мотогонщик, участник соревнований по классическому спидвею и спидвею на длинном треке. Чемпион СССР в командном зачёте, призёр чемпионатов СССР и России в личном зачёте.

## Биография
Воспитанник дальневосточного спидвея. В детстве занимался также боксом, борьбой, спортивной гимнастикой, однако остановил свой выбор на мотогонках, секцию которых стал посещать с 1975 г. при автошколе ДОСААФ и СТК "Дальприбор".
С 1978 г. принимает участие в чемпионатах страны в составе команды "Восток", с которой в 1990 г. выиграл чемпионат СССР. Наивысшее достижение в личном зачёте - 3 место чемпионата СССР 1989 г. и 3 место чемпионата России 1994 г. Помимо классического спидвея, также участвовал в мотогонках на льду и спидвее на длинном треке, в котором выиграл личный и командный чемпионаты России и становился призёром чемпионата СССР.
В 1992 и 1993 гг., когда спидвей во Владивостоке переживал трудные времена, выступал только в польской лиге. В 1995 г. в составе команы "Апатор Торунь" стал вице-чемпионом Польши. В 1994 г. вернулся в СК "Восток".
В 2004 году гонщики Максим Кононец, Игорь Швец, Игорь Столяров и Григорий Харченко были уволены из команды, кроме того, были сокращены должности тренера юниоров Аркадия Кононца и механика Григория Лагуты-старшего, перед многими из которых, однако, не были погашены долги по зарплате. Данный факт привел к решению вопроса выплаты долгов СК "Восток" Григорию Харченко и Алексею Харченко (его сыну), Григорию Лагуте, Максиму Кононцу в судебном порядке. Кроме того, Григорий Харченко обвинил клуб и тренера Виктора Успенского в том, что он препятствует выступлениям Алексея Харченко в юниорских российских и международных соревнованиях.
В результате конфликта Григорий Харченко и Аркадий Кононец приняли решение о создании во Владивостоке альтернативной команды - СК "Приморье", в котором Григорий Харченко являлся одновременно тренером и гонщиком. Однако выступить в чемпионате-2004 "Приморье" так и не смогло, начав выступления лишь в 2005 г. В 2006 г. клуб провёл лишь 2 гонки в КЧР, после чего снялся с чемпионата, что фактически стало завершением спортивной карьеры гонщика.

## Среднезаездный результат
| Лига        | 1977            | 1978            | 1979         | 1980         | 1981         | 1982         | 1983         | 1984         | 1985         | 1986         | 1987         | 1988         | 1989         | 1990           | 1991             |
| ----------- | --------------- | --------------- | ------------ | ------------ | ------------ | ------------ | ------------ | ------------ | ------------ | ------------ | ------------ | ------------ | ------------ | -------------- | ---------------- |
| (ВЛ) /      | -               | ??? Восток      | -            | -            | -            | ??? Восток   | ??? Восток   | ??? Восток   | ??? Восток   | 1,750 Восток | 1,474 Восток | 1,843 Восток | 2,458 Восток | 3,167 Восток   | 2,327 Восток     |
| (1Л)        | -               | -               | ??? Восток   | ??? Восток   | ??? Восток   | -            | -            | -            | -            | -            | -            | -            | -            | -              | -                |
| Лига        | 1992            | 1993            | 1994         | 1995         | 1996         | 1997         | 1998         | 1999         | 2000         | 2001         | 2002         | 2003         | 2004         | 2005           | 2006             |
| Флаг России | -               | -               | 2,429 Восток | 2,107 Восток | 2,233 Восток | 1,625 Восток | 1,471 Восток | 1,750 Восток | 2,267 Восток | 2,238 Восток | 2,039 Восток | 2,437 Восток | -            | 1,784 Приморье | (1,700) Приморье |
| (I)         | -               | -               | -            | 2,000 Апатор | -            | -            | -            | -            | -            | -            | -            | -            | -            | -              | -                |
| (II)        | 2,244 Полония П | 1,909 Полония П | -            | -            | -            | -            | -            | -            | -            | 1,250 Уния Т | -            | -            | -            | -              | -                |

## Достижения
| - Чемпионат СССР по спидвею в личном зачёте — 3 место (1989) в командном зачёте —1 место (1990), 2 место (1989), 3 место (1991) - Кубок СССР в парном зачёте — 2 место (1988, 1989) - Чемпионат России по спидвею в командном зачёте — 2 место (1996), 3 место (1997, 1998, 1999, 2000, 2003) в личном зачёте — 3 место (1994) - Спартакиада народов России в командном зачёте — 3 место (1983), 2 место (1990) - Чемпионат СССР по спидвею в личном зачёте — 2 место (1991) - Чемпионат России по спидвею в командном зачёте — 1 место (1985, 1987) в личном зачёте — 1 место (1987, 1990), 2 место (1991), 3 место (1984) | ЛЧЕ (т) — 11 место в ¼ финала (1991), 17 место в ¼ финала (1994) |